# Championnats d'Amérique centrale et des Caraïbes d'athlétisme 2011
Navigation
2009 2013
Les 23es Championnats d'Amérique centrale et des Caraïbes d'athlétisme se déroulent du 15 au 17 juillet 2011 au Mayagüez Athletics Stadium de Mayagüez, à Porto Rico ; la compétition fait également office de sélection pour les Championnats du monde 2011.
Porto Rico accueille pour la quatrième fois cette compétition après Ponce en 1975 et San Juan en 1989 et 1997.

## Résultats

### Hommes
| Épreuves           | Or                                                                             | Argent                                                                                   | Bronze                                                                                          |
| ------------------ | ------------------------------------------------------------------------------ | ---------------------------------------------------------------------------------------- | ----------------------------------------------------------------------------------------------- |
| 100 m Vent :       | Keston Bledman 10 s 05                                                         | Daniel Bailey 10 s 11                                                                    | Dexter Lee 10 s 18                                                                              |
| 200 m Vent :       | Michael Mathieu 20 s 60                                                        | Rondell Sorrillo 20 s 64                                                                 | Jason Young 20 s 78                                                                             |
| 400 m              | Renny Quow 45 s 44                                                             | Ramon Miller 45 s 56                                                                     | Erison Hurtault 45 s 93                                                                         |
| 800 m              | Andy González 1 min 48 s 15                                                    | Moise Joseph 1 min 48 s 94                                                               | Joel Mejia 1 min 49 s 67                                                                        |
| 1 500 m            | Nico Herrera 3 min 44 s 92                                                     | José Esparza 3 min 45 s 78                                                               | Jon Rankin 3 min 46 s 09 (NR)                                                                   |
| 5 000 m            | José Uribe 14 min 08 s 10                                                      | Luis Orta 14 min 14 s 30                                                                 | Julio Pérez 14 min 22 s 01                                                                      |
| 10 000 m           | Juan Romero 28 min 54 s 06 (CR)                                                | Alejandro Suárez 29 min 15 s 49                                                          | Milton Ayala 30 min 55 s 71                                                                     |
| 20 000 m marche    | Allan Segura 1 h 28 min 56 s 08                                                | Joe Bonilla 1 h 40 min 18 s 94                                                           | Luis Lopez 1 h 40 min 34 s 16                                                                   |
| 110 m haies Vent : | Eric Keddo 13 s 49                                                             | Hector Cotto 13 s 54                                                                     | Paulo Villar 13 s 60                                                                            |
| 400 m haies        | Leford Green 49 s 03                                                           | Félix Sánchez 49 s 41                                                                    | Jehue Gordon 50 s 10                                                                            |
| 3 000 m steeple    | Luis Ibarra 8 min 55 s 86                                                      | Fernando Roman 8 min 58 s 95                                                             | Aaron Arias 9 min 01 s 35                                                                       |
| 4 × 100 m          | Jamaïque Lerone Clarke Dexter Lee Jason Young Oshane Bailey 38 s 81            | Trinité-et-Tobago Aaron Armstrong Darrel Brown Emmanuel Callender Keston Bledman 38 s 89 | Saint-Christophe-et-Niévès Jason Rogers Kim Collins Antoine Adams Brijesh Lawrence 39 s 07 (NR) |
| 4 × 400 m          | Bahamas LaToy Williams Avard Moncur Michael Mathieu Ramon Miller 3 min 01 s 33 | Trinité-et-Tobago Lalonde Gordon Jarrin Solomon Deon Lendore Renny Quow 3 min 01 s 65    | Jamaïque Dwight Mullings Riker Hylton DeWayne Barrett Leford Green 3 min 02 s 00                |
| Saut en hauteur    | Trevor Barry 2,28 m                                                            | James Grayman 2,25 m                                                                     | Darvin Edwards 2,25 m                                                                           |
| Saut à la perche   | Cristián Sánchez 5,00 m                                                        | Alexander Castillo 4,90 m                                                                | César González 4,90 m                                                                           |
| Saut en longueur   | Damar Forbes 8,23 m                                                            | Tyrone Smith 8,20 m                                                                      | Raymond Higgs 8,15 m                                                                            |
| Triple saut        | Samyr Lainé 17,09 m                                                            | Osniel Tosca 16,22 m                                                                     | Wilbert Walker 16,01 m                                                                          |
| Lancer du poids    | O'Dayne Richards 19,16 m                                                       | Stephen Sáenz 18,66 m                                                                    | Edder Moreno 18,52 m                                                                            |
| Lancer du disque   | Jason Morgan 60,20 m                                                           | Mario Cota 58,80 m                                                                       | Quincy Wilson 56,85 m                                                                           |
| Lancer du marteau  | Roberto Janet 71,65 m                                                          | Roberto Sawyers 65,96 m                                                                  | Pedro Muñoz 63,63 m                                                                             |
| Lancer du javelot  | Guillermo Martínez 81,55 m                                                     | Arley Ibargüen 75,71 m                                                                   | Jaime Dayron Marquez 74,07 m                                                                    |
| Décathlon          | Marcos Sanchez 7 397 pts                                                       | Claston Bernard 7 299 pts                                                                | Jonathan Davis 6 766 pts                                                                        |

### Femmes
| Épreuves           | Or                                                                                          | Argent                                                                                    | Bronze                                                                                    |
| ------------------ | ------------------------------------------------------------------------------------------- | ----------------------------------------------------------------------------------------- | ----------------------------------------------------------------------------------------- |
| 100 m Vent :       | Semoy Hackett 11 s 27                                                                       | Jura Levy 11 s 36                                                                         | Simone Facey 11 s 39                                                                      |
| 200 m Vent :       | Nivea Smith 22 s 80                                                                         | Anthonique Strachan 22 s 90                                                               | Anastacia Leroy 23 s 13                                                                   |
| 400 m              | Shereefa Lloyd 51 s 69                                                                      | Patricia Hall 51 s 85                                                                     | Norma González 51 s 90                                                                    |
| 800 m              | Gabriela Medina 2 min 01 s 50                                                               | Rosemary Almanza 2 min 02 s 23                                                            | Natoya Goule 2 min 02 s 83                                                                |
| 1 500 m            | Sandra Lopez 4 min 22 s 65                                                                  | Korene Hinds 4 min 23 s 78                                                                | Pilar McShine 4 min 24 s 93                                                               |
| 5 000 m            | Marisol Romero 16 min 50 s 68                                                               | Sandra Lopez 16 min 06 s 83                                                               | Johana Rivero 17 min 23 s 01                                                              |
| Semi-marathon      | Michelle Coira 1 h 21 min 07                                                                | Maria del Pilar Diaz 1 h 21 min 45                                                        | Maria Montilla 1 h 22 min 20                                                              |
| 10 000 m marche    | Milanggela Rosales 47 min 19 s 91                                                           | Sandra Galvis 48 min 23 s 59                                                              | Wilane Cuebas 55 min 52 s 53                                                              |
| 100 m haies Vent : | Vonette Dixon 12 s 77                                                                       | Brigitte Merlano 12 s 89                                                                  | Lina Flores 12 s 94                                                                       |
| 400 m haies        | Andrea Sutherland 56 s 75                                                                   | Yolanda Osana 57 s 23                                                                     | Katrina Seymour 57 s 24                                                                   |
| 3 000 m steeple    | Korene Hinds 9 min 54 s 67                                                                  | Beverly Ramos 9 min 58 s 11                                                               | Sara Prieto 10 min 42 s 65                                                                |
| 4 × 100 m          | Trinité-et-Tobago Magnolia Howell Michelle-Lee Ahye Ayanna Hutchinson Semoy Hackett 43 s 47 | Jamaïque Jura Levy Anastacia Leroy Simone Facey Patricia Hall 43 s 63                     | Bahamas V'Alonne Robinson Nivea Smith Cache Armbrister Anthonique Strachan 43 s 74        |
| 4 × 400 m          | Jamaïque Andrea Sutherland Shereefa Lloyd Natoya Goule Patricia Hall 3 min 29 s 86          | République dominicaine Raysa Sanchez Diana Taylor Rosa Fabian Yolanda Osana 3 min 34 s 73 | Trinité-et-Tobago Alena Harriman Magnolia Howell Josanne Lucas Afiya Walker 3 min 34 s 84 |
| Saut en hauteur    | Levern Spencer 1,82 m                                                                       | Marielis Rojas 1,82 m                                                                     | Fabiola Ayala 1,79 m                                                                      |
| Saut à la perche   | Keisa Monterola 4,00 m                                                                      | Milena Agudelo 3,95 m                                                                     | Andrea Zambrana 3,80 m                                                                    |
| Saut en longueur   | Bianca Stuart 6,81 m                                                                        | Arantxa King 6,47 m                                                                       | Yvonne Trevino 6,30 m                                                                     |
| Triple saut        | Ayanna Alexander 13,50 m                                                                    | Aida Villareal 13,40 m                                                                    | Ana Jose Tima 13,11 m                                                                     |
| Lancer du poids    | Cleopatra Borel-Brown 19,00 m                                                               | Angela Rivas 17,12 m                                                                      | Annie Alexander 17,05 m                                                                   |
| Lancer du disque   | Denia Caballero 62,06 m                                                                     | Brittany Borrero 54,03 m                                                                  | Allison Randall 52,75 m                                                                   |
| Lancer du marteau  | Eli Johana Moreno 67,97 m                                                                   | Rosa Rodríguez 65,74 m                                                                    | Natalie Grant 62,46 m                                                                     |
| Lancer du javelot  | Fresa Nunez 54,29 m                                                                         | Flor Ruiz 54,02 m                                                                         | Abigail Gomez 53,13 m                                                                     |
| Heptathlon         | Gretchen Quintana 5 704 pts                                                                 | Francia Manzanillo 5 601 pts                                                              | Peaches Roach 5 589 pts                                                                   |

## Tableau des médailles
| Rang | Nation                     | Or | Argent | Bronze | Total |
| ---- | -------------------------- | -- | ------ | ------ | ----- |
| 1    | Jamaïque                   | 10 | 6      | 10     | 26    |
| 2    | Mexique                    | 7  | 6      | 7      | 20    |
| 3    | Trinité-et-Tobago          | 6  | 3      | 5      | 15    |
| 4    | Bahamas                    | 5  | 2      | 3      | 10    |
| 5    | Cuba                       | 5  | 2      | 0      | 7     |
| 6    | Porto Rico                 | 3  | 8      | 3      | 14    |
| 7    | Venezuela                  | 3  | 3      | 4      | 10    |
| 8    | Colombie                   | 1  | 6      | 7      | 14    |
| 9    | République dominicaine     | 1  | 4      | 2      | 7     |
| 10   | Haïti                      | 1  | 1      | 0      | 2     |
| 10   | Costa Rica                 | 1  | 1      | 0      | 2     |
| 10   | Bermudes                   | 1  | 1      | 0      | 2     |
| 13   | Sainte-Lucie               | 1  | 0      | 1      | 2     |
| 14   | Antigua-et-Barbuda         | 0  | 2      | 0      | 2     |
| 15   | Dominique                  | 0  | 0      | 1      | 1     |
| 15   | Îles Caïmans               | 0  | 0      | 1      | 1     |
| 15   | Saint-Christophe-et-Niévès | 0  | 0      | 1      | 1     |